# Lill-Kroktjärnen (Degerfors socken, Västerbotten)
Lill-Kroktjärnen är en sjö i Vindelns kommun i Västerbotten och ingår i Sävaråns huvudavrinningsområde. Sjön har en area på 0,0419 kvadratkilometer och ligger 259,3 meter över havet.

## Delavrinningsområde
Lill-Kroktjärnen ingår i det delavrinningsområde (716782-168281) som SMHI kallar för Utloppet av Fäbodsträsket. Medelhöjden är 271 meter över havet och ytan är 14,86 kvadratkilometer. Det finns ett avrinningsområde uppströms, och räknas det in blir den ackumulerade arean 23,41 kvadratkilometer. Kvarnbäcken som avvattnar avrinningsområdet har biflödesordning 2, vilket innebär att vattnet flödar genom totalt 2 vattendrag innan det når havet efter 120 kilometer. Avrinningsområdet består mestadels av skog (75 procent). Avrinningsområdet har 2,6 kvadratkilometer vattenytor vilket ger det en sjöprocent på 17,5 procent.